# Ні травинки
«Ні травинки» (англ. No Blade of Grass) — британсько-американський апокаліптичний фільм 1970 р. режисера Корнела Вайлда, головні ролі виконували Найджел Девенпорт, Жан Воллес і Джон Гемілл. Адаптація роману Смерть трави письменника Джона Крістофера. За сюжетом, коли Лондон перевантажений голодними бунтами, викликаними глобальним голодом, чоловік намагається привести свою сім'ю в безпечне місце у Шотландії.

## Сюжет
У Китаї почалася епідемія дивного вірусу, що вражає клітини трави, злаків та інших рослин. Вона поширилася по всій Азії й Африці, впритул підійшла до Європи. Цивілізація поступово занурюється в пучину анархії і голоду. Перед Джоном Кастонсом важка задача — вивести свою сім'ю в безпечне місце, на ферму до свого брата Девіда. Зробити це в збожеволілій країні буде дуже непросто.
Смертельна епідемія спустошує Землю. Група лондонців пробирається до Шотландії, по дорозі постійно наражаючись нападам мародерів. Наприкінці фільму глядача очікує найважче рішення головного героя: брат піде війною на брата, щоб зберегти життя своїй дружині, дітям і друзям.

## Ролі
- Найджел Девенпорт — Джон Кастонс
- Жан Воллес — Енн Кастонс
- Джон Хемілл — Роджер Бурнем
- Лінн Фредерік — Мері Кастенс
- Патрік Холт — Девід Кастенс
- Майкл Персіваль — поліцейський
- Венді Річард — Клара

## Критика
Рейтинг фільму на сайті IMD — 6,0/10.